# Нету, Жулиан
Жулиа́н ди Мира́нда Энри́кес Не́ту (порт.-браз. Julião de Miranda Henriques Neto; род. 16 августа 1981, Белен) — бразильский боксёр, представитель наилегчайшей весовой категории. Выступал за сборную Бразилии по боксу в конце 2000-х — середине 2010-х годов, чемпион Южноамериканских игр, победитель панамериканского чемпионата, победитель и призёр турниров международного значения, участник двух летних Олимпийских игр.

## Биография
Жулиан Нету родился 16 августа 1981 года в городе Белен штата Пара.
В 2004 году впервые попал в число призёров взрослого национального первенства Бразилии, выиграв серебряную медаль в первом наилегчайшем весе.
Впервые заявил о себе на международной арене в 2008 году, получив серебро на панамериканском чемпионате по боксу в Эквадоре.
Первого серьёзного успеха на международном уровне добился в сезоне 2010 года, когда вошёл в основной состав бразильской национальной сборной и побывал на Южноамериканских играх в Медельине, откуда привёз награду серебряного достоинства, выигранную в зачёте наилегчайшей весовой категории — единственное поражение потерпел в финале от колумбийца Сея Авилы. Также в этом сезоне одержал победу на панамериканском чемпионате и стал серебряным призёром чемпионата мира среди военнослужащих.
В 2011 году выступил на Панамериканских играх в Гвадалахаре, где дошёл в наилегчайшем весе до четвертьфинала.
Благодаря череде удачных выступлений удостоился права защищать честь страны на летних Олимпийских играх 2012 года в Лондоне — в категории до 52 кг благополучно прошёл первого соперника по турнирной сетке корейца Пак Чон Чхоля, но во втором бою со счётом 13:18 уступил пуэрториканцу Хавьеру Синтрону и выбыл из борьбы за медали.
После лондонской Олимпиады Нету остался в составе боксёрской команды Бразилии и продолжил принимать участие в крупнейших международных турнирах. Так, в 2013 году он боксировал на чемпионате мира в Алма-Ате — проиграл здесь уже на предварительном этапе в 1/32 финала. Год спустя занял первое место на Южноамериканских играх в Сантьяго, ещё через год боксировал на панамериканском чемпионате в Венесуэле и на Панамериканских играх в Торонто.
Поскольку его страна принимала летние Олимпийские игры 2016 года, Жулиан Нету как лидер национальной сборной автоматически получил олимпийскую лицензию. Тем не менее, большого успеха здесь не добился, уже в стартовом поединке наилегчайшей весовой категории со счётом 1:2 проиграл американцу Антонио Варгасу. Вскоре по окончании этих соревнований принял решение завершить спортивную карьеру, уступив место в сборной молодым бразильским боксёрам.